# Campionati europei di atletica leggera indoor 1977
Gli VIII campionati europei di atletica leggera indoor si sono svolti a San Sebastián, in Spagna, presso il Velódromo de Anoeta, dal 12 al 13 marzo 1977. 

## Risultati

### Uomini
| Specialità | Oro                   | Prestazione | Argento             | Prestazione | Bronzo           | Prestazione |
| Corse piane |                       |             |                     |             |                  |             |
| 60 metri | Valeriy Borzov        | 6"59        | Christer Garpenborg | 6"60        | Marian Woronin   | 6"67        |
| 400 metri | Fons Brijdenbach      | 46"53       | Francis Demarthon   | 47"11       | Marian Gęsicki   | 47"21       |
| 800 metri | Sebastian Coe         | 1'46"54     | Erwin Gohlke        | 1'47"20     | Rolf Gysin       | 1'47"60     |
| 1.500 metri | Jürgen Straub         | 3'46"5      | Paul-Heinz Wellmann | 3'46"6      | János Zemen      | 3'46"6      |
| 3.000 metri | Karl Fleschen         | 7'57"5      | Pekka Päivärinta    | 7'59"3      | Markus Ryffel    | 8'00"3      |
| Corse a ostacoli |                       |             |                     |             |                  |             |
| 60 metri ostacoli | Thomas Munkelt        | 7"62        | Viktor Myasnikov    | 7"79        | Arto Bryggare    | 7"79        |
| Salti |                       |             |                     |             |                  |             |
| Salto con l'asta | Władysław Kozakiewicz | 5,51 m      | Antti Kalliomäki    | 5,31 m      | Mariusz Klimczyk | 5,20 m      |
| Salto in alto | Jacek Wszoła          | 2,25 m      | Rolf Beilschmidt    | 2,22 m      | Ruud Wielart     | 2,22 m      |
| Salto in lungo | Hans Baumgartner      | 7,96 m      | Lutz Franke         | 7,89 m      | László Szalma    | 7,78 m      |
| Salto triplo | Viktor Saneev         | 16,65 m     | Jaak Uudmäe         | 16,46 m     | Bernard Lamitié  | 16,45 m     |
| Lanci |                       |             |                     |             |                  |             |
| Getto del peso | Hreinn Halldórsson    | 20,59 m     | Geoff Capes         | 20,46 m     | Władysław Komar  | 20,17 m     |
| record mondiale; record mondiale stagionale; record europeo; record europeo stagionale; record dei campionati; record nazionale; record personale; record personale stagionale. |                       |             |                     |             |                  |             |

### Donne
| Specialità | Oro                | Prestazione | Argento              | Prestazione | Bronzo             | Prestazione |
| Corse piane |                    |             |                      |             |                    |             |
| 60 metri | Marlies Oelsner    | 7"17        | Lyudmila Storozhkova | 7"24        | Rita Bottiglieri   | 7"34        |
| 400 metri | Marita Koch        | 51"14       | Verona Elder         | 52"75       | Jelica Pavličić    | 53"49       |
| 800 metri | Jane Colebrook     | 2'01"12     | Totka Petrova        | 2'01"17     | Elżbieta Katolik   | 2'01"30     |
| 1.500 metri | Mary Stewart       | 4'09"37     | Vesela Yatsinska     | 4'10"00     | Rumyana Chavdarova | 4'11"30     |
| Corse a ostacoli |                    |             |                      |             |                    |             |
| 60 metri ostacoli | Lyubov Nikitenko   | 8"29        | Zofia Filip          | 8"34        | Rita Bottiglieri   | 8"39        |
| Salti |                    |             |                      |             |                    |             |
| Salto in alto | Sara Simeoni       | 1,92 m =    | Brigitte Holzapfel   | 1,89 m      | Edit Sámuel        | 1,86 m      |
| Salto in lungo | Jarmila Nygrýnová  | 6,63 m      | Ildikó Erdélyi       | 6,55 m      | Heidemarie Wycisk  | 6,40 m      |
| Lanci |                    |             |                      |             |                    |             |
| Getto del peso | Helena Fibingerová | 21,46 m     | Ilona Slupianek      | 21,12 m     | Eva Wilms          | 20,87 m     |
| record mondiale; record mondiale stagionale; record europeo; record europeo stagionale; record dei campionati; record nazionale; record personale; record personale stagionale. |                    |             |                      |             |                    |             |

## Medagliere
Legenda
     Paese ospitante
| Posizione | Paese            | Oro | Argento | Bronzo | Totale |
| --------- | ---------------- | --- | ------- | ------ | ------ |
| 1         | Germania Est     | 4   | 4       | 1      | 9      |
| 2         | Unione Sovietica | 3   | 3       | 0      | 6      |
| 3         | Regno Unito      | 3   | 2       | 0      | 5      |
| 4         | Germania Ovest   | 2   | 2       | 1      | 5      |
| 5         | Polonia          | 2   | 1       | 5      | 8      |
| 6         | Cecoslovacchia   | 2   | 0       | 0      | 2      |
| 7         | Italia           | 1   | 0       | 2      | 3      |
| 8         | Belgio           | 1   | 0       | 0      | 1      |
| 8         | Islanda          | 1   | 0       | 0      | 1      |
| 10        | Bulgaria         | 0   | 2       | 1      | 3      |
| 10        | Finlandia        | 0   | 2       | 1      | 3      |
| 12        | Ungheria         | 0   | 1       | 3      | 4      |
| 13        | Finlandia        | 0   | 1       | 1      | 2      |
| 13        | Francia          | 0   | 1       | 1      | 2      |
| 15        | Svezia           | 0   | 1       | 0      | 1      |
| 16        | Svizzera         | 0   | 0       | 2      | 2      |
| 17        | Paesi Bassi      | 0   | 0       | 1      | 1      |
| 17        | Jugoslavia       | 0   | 0       | 1      | 1      |
| Totale    | Totale           | 19  | 19      | 19     | 57     |